# Struthanthus acuminatus
Struthanthus acuminatus är en tvåhjärtbladig växtart som först beskrevs av Ruiz & Pavon, och fick sitt nu gällande namn av Carl Ludwig von Blume och Julius Hermann Schultes. Struthanthus acuminatus ingår i släktet Struthanthus och familjen Loranthaceae. Inga underarter finns listade i Catalogue of Life.